# Фельцан, Арпад Войтех
Арпад Войтех Фельцан (словац. Arpád Vojtech Felcán; 13 августа 1900, Глоговец — 20 декабря 1944, Пила (район Жарновица)) — словацкий педагог, партизан Второй мировой войны.

## Биография
Окончил Педагогическое училище города Модра. Преподавал в нескольких школах Словакии. Член Коммунистической партии Чехословакии, корреспондент газеты «Руде право». В 1944 году примкнул к Словацкому национальному восстанию, после его поражения жил нелегально в Банской-Бистрице и Нове-Бане. Был арестован гестапо. Погиб при неизвестных обстоятельствах (по официальной версии — во время перестрелки между местечками Вельке-Поле и Пила).
Награждён следующими наградами посмертно:
- Чехословацкий Военный крест 1939 года (указ от 20 октября 1945)
- Орден Словацкого национального восстания 2 степени (указ от 28 октября 1945)

Его имя носят ныне многие школы в Словакии.

## Труды
- Monografia dejín Hlohovca s názvom Hlohovecko kedysi dnes a zajtra(I. a II. diel), rok 1. vydania 1933, reprint 1993
- Publikácia za zjednotenie slovenského a českého jazyka s názvom Za jednotný spisovný jazyk, rok vydania 1933
- Voláme Vás do Svätého Jura, sprievodca mestom,rok vydania 1940